# 船堂町
船堂町（せんどうちょう）は、大阪府堺市北区にある地名。2020年5月現在の行政地名は船堂町一丁及び船堂町二丁。住居表示は実施済み。

## 地理
区の北東部に位置する。東は松原市天美我堂、南は蔵前町、南花田町、西は新堀町、北は北花田町。西から順に一丁、二丁がある。

### 河川
- 光竜寺川

## 歴史

### 沿革
本節では関連する地名についても記述する。

#### 船堂（1889年 - 1939年）
- 1889年（明治22年） - 町村制により、大阪府大鳥郡船堂村が五箇荘村の大字となり成立。
- 1896年（明治29年） - 郡の統廃合により、泉北郡の所属となる。
- 1938年（昭和13年） - 堺市に編入され「五箇荘村」を冠称する。
- 1939年（昭和14年） - 改称して船堂町となる[6]。

#### 船堂町（1939年 - ）
- 1939年（昭和14年） - 堺市五箇荘村大字船堂が改称して成立。
- 1965年（昭和40年） - 北花田町の一部を編入し、一部が東浅香山町1 - 4丁・北花田町1 - 4丁・奥本町1 - 2丁・新堀町1 - 2丁となる[6]。
- 2006年（平成18年） - 堺市が政令指定都市に移行し、行政区を設置。船堂町は北区の所属となる。
- 2010年（平成22年） - 住居表示を実施し[7]、1 - 2丁を設置[8]。

## 世帯数と人口
2024年（令和6年）3月31日現在の世帯数と人口は以下の通りである。
| 丁         | 世帯数  | 人口    |
| ---------- | ------- | ------- |
| 船堂町一丁 | 418世帯 | 906人   |
| 船堂町二丁 | 346世帯 | 773人   |
| 計         | 764世帯 | 1,679人 |

### 人口の変遷
国勢調査による人口の推移。
| 1995年（平成7年）  | 1,286人 | [ 9 ]  |  |
| 2000年（平成12年） | 1,442人 | [ 10 ] |  |
| 2005年（平成17年） | 1,651人 | [ 11 ] |  |
| 2010年（平成22年） | 1,690人 | [ 12 ] |  |
| 2015年（平成27年） | 1,781人 | [ 13 ] |  |
| 2020年（令和2年）  | 1,685人 | [ 14 ] |  |

### 世帯数の変遷
国勢調査による世帯数の推移。
| 1995年（平成7年）  | 433世帯 | [ 9 ]  |  |
| 2000年（平成12年） | 507世帯 | [ 10 ] |  |
| 2005年（平成17年） | 616世帯 | [ 11 ] |  |
| 2010年（平成22年） | 650世帯 | [ 12 ] |  |
| 2015年（平成27年） | 718世帯 | [ 13 ] |  |
| 2020年（令和2年）  | 696世帯 | [ 14 ] |  |

## 学区
市立小・中学校に通う場合、学区は以下の通りとなる。
| 丁         | 番地 | 小学校               | 中学校             |
| ---------- | ---- | -------------------- | ------------------ |
| 船堂町一丁 | 全域 | 堺市立五箇荘東小学校 | 堺市立五箇荘中学校 |
| 船堂町二丁 | 全域 | 堺市立五箇荘東小学校 | 堺市立五箇荘中学校 |

## 事業所
2021年（令和3年）現在の経済センサス調査による事業所数と従業員数は以下の通りである。
| 丁               | 事業所数 | 従業員数 |
| ---------------- | -------- | -------- |
| 船堂町一丁・二丁 | 48事業所 | 483人    |

## 交通

### 道路
- 大阪府道28号大阪高石線（ときはま線）
- 長尾街道

## 施設
- 大精協看護専門学校
- 五ヶ荘保育園
- 正覚寺
- 船堂公園

## 郵便
- 郵便番号：591-8003[3]（集配局：堺金岡郵便局[17]）。